# Puertasaurus
Puertasaurus ("ještěr Pabla Puerty") byl rod obřího titanosaurního sauropoda, který žil na území dnešní argentinské Patagonie. Tento obří dinosaurus žil v době před asi 70 miliony let, v období geologického stupně kampán až maastricht (pozdní svrchní křída). Jeho fosilie byly objeveny v sedimentech souvrství Cerro Fortaleza na území Argentiny.

## Rozměry

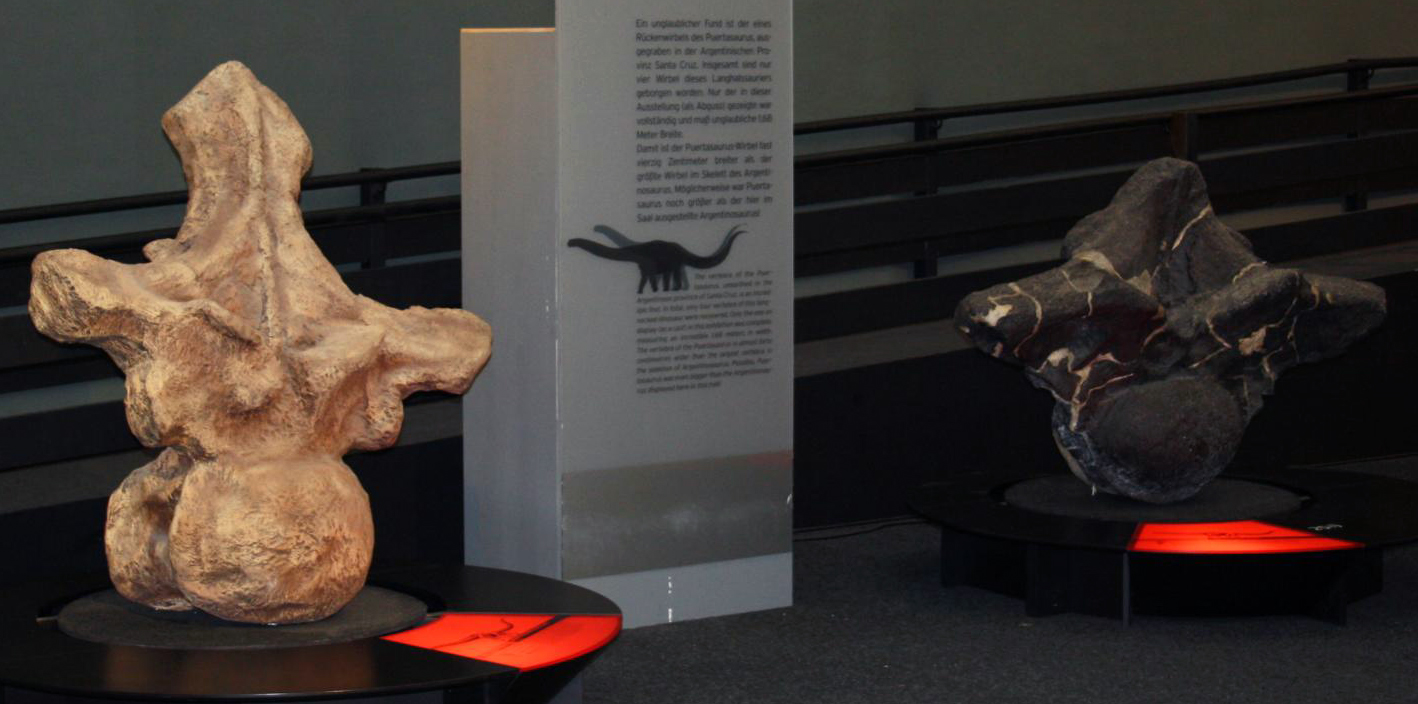
Obratle rodů Argentinosaurus a Puertasaurus.

Jeho konkurentem ve velikosti je dosavadní rekordman Argentinosaurus huinculensis (pocházející rovněž z Argentiny), i když je známa řada dalších fragmentárních pozůstatků, které mohou svědčit o existenci ještě větších sauropodů. Podobně veliký byl také další argentinský obr Patagotitan. P. reuili byl popsán v roce 2005 a to podle obratlů, z nichž některé byly až 106 cm vysoké a 168 cm široké. Na základě těchto rozměrů byla celková délka argentinského giganta odhadnuta na 35–40 metrů a hmotnost na 80–100 tun. To se rovná hmotnosti asi 15–20 dospělých slonů. Podle jiných odhadů vážil tento titanosaur asi 70 metrických tun. Podle Gregoryho S. Paula vážil Puertasaurus při délce přes 30 metrů přinejmenším 50 tun. Paleontolog Thomas R. Holtz, Jr. předpokládá, že Puertasaurus byl dlouhý kolem 30 metrů a vážil asi tolik, co 11 slonů afrických (zhruba 60 tun).
V roce 2019 publikoval americký badatel Gregory S. Paul studii, podle které dosahoval puertasaurus hmotnosti v rozmezí 45 až 55 tun, tedy asi o 20 tun méně než argentinosaurus.

### Česká literatura
- SOCHA, Vladimír (2021). Dinosauři – rekordy a zajímavosti. Nakladatelství Kazda, str. 24.